# Karim Alami
Pour les articles homonymes, voir Alami.
Karim Alami (arabe : كريم علمي), né le 24 mai 1973 à Casablanca (Maroc), est un joueur marocain de tennis. Il est lauréat de deux titres ATP en simple et un en double durant sa carrière. Il est aussi quart de finaliste en simple aux Jeux olympiques de Sydney en 2000, année durant laquelle il atteint son meilleur classement (25e).

## Carrière
En 1993, alors qu'il est no 205 au tournoi de Doha, il bat Pete Sampras, no 1 mondial, sur le score de 3-6, 6-2, 6-4.
Au tournoi de Båstad en 1994, au 1er tour contre l'Américain Donald Johnson, il est exclu par l'arbitre suédois Mohamed Lahyani pour jet de raquette.
Il a été nommé en 2008 à la direction de l'Open de Doha, au Qatar.

## Palmarès

### Titres en simple messieurs
| No | Date       | Nom et lieu du tournoi                        | Catégorie    | Dotation  | Surface      | Finaliste     | Score         |  |
| -- | ---------- | --------------------------------------------- | ------------ | --------- | ------------ | ------------- | ------------- |  |
| 1  | 29-04-1996 | AT&T Tennis Challenge, Atlanta                | World Series | 303 000 $ | Terre (ext.) | Nicklas Kulti | 6-3, 6-4      |  |
| 2  | 23-09-1996 | Campionati Internazionali di Sicilia, Palerme | World Series | 303 000 $ | Terre (ext.) | Adrian Voinea | 7-5, 2-1, ab. |  |

### Finales en simple messieurs
| No | Date       | Nom et lieu du tournoi                    | Catégorie    | Dotation  | Surface      | Vainqueur      | Score          |          |
| -- | ---------- | ----------------------------------------- | ------------ | --------- | ------------ | -------------- | -------------- | -------- |
| 1  | 14-03-1994 | Grand-Prix Hassan II, Casablanca          | World Series | 188 750 $ | Terre (ext.) | Renzo Furlan   | 6-2, 6-2       |          |
| 2  | 08-06-1998 | Internazionali di Tennis Carisbo, Bologne | Int' Series  | 315 000 $ | Terre (ext.) | Julián Alonso  | 6-1, 6-4       |          |
| 3  | 12-04-1999 | Open Seat Godó, Barcelone                 | Series Gold  | 825 000 $ | Terre (ext.) | Félix Mantilla | 7-62, 6-3, 6-3 | Parcours |
| 4  | 27-09-1999 | Gelsor Open Romania, Bucarest             | Int' Series  | 325 000 $ | Terre (ext.) | Alberto Martín | 6-2, 6-3       | Parcours |

### Titre en double messieurs
| No | Date       | Nom et lieu du tournoi | Catégorie    | Dotation  | Surface      | Partenaire    | Finalistes                        | Score         |  |
| -- | ---------- | ---------------------- | ------------ | --------- | ------------ | ------------- | --------------------------------- | ------------- |  |
| 1  | 08-09-1997 | Marbella Open Marbella | World Series | 303 000 $ | Terre (ext.) | Julián Alonso | Alberto Berasategui Jordi Burillo | 4-6, 6-3, 6-0 |  |

### Finales en double messieurs
| No | Date       | Nom et lieu du tournoi                   | Catégorie    | Dotation  | Surface      | Vainqueurs                          | Partenaire   | Score    |  |
| -- | ---------- | ---------------------------------------- | ------------ | --------- | ------------ | ----------------------------------- | ------------ | -------- |  |
| 1  | 17-06-1996 | Internazionali di Tennis Carisbo Bologne | World Series | 303 000 $ | Terre (ext.) | Brent Haygarth Christo van Rensburg | Gábor Köves  | 6-1, 6-4 |  |
| 2  | 24-03-1997 | Grand-Prix Hassan II Casablanca          | World Series | 203 000 $ | Terre (ext.) | João Cunha e Silva Nuno Marques     | Hicham Arazi | 7-6, 6-2 |  |
| 3  | 27-10-1997 | Tournoi de tennis de Bogota Bogota       | World Series | 303 000 $ | Terre (ext.) | Luis Lobo Fernando Meligeni         | Maurice Ruah | 6-1, 6-3 |  |

## Parcours dans les tournois duGrand Chelem

### En simple
| Année | Open d'Australie | Open d'Australie | Internationaux de France | Internationaux de France | Wimbledon | Wimbledon      | US Open  | US Open            |
| ----- | ---------------- | ---------------- | ------------------------ | ------------------------ | --------- | -------------- | -------- | ------------------ |
| 1994  | —                | —                | —                        | —                        | 2e tour   | Bryan Shelton  | 2e tour  | Jörn Renzenbrink   |
| 1995  | 2e tour          | Michael Chang    | —                        | —                        | —         | —              | —        | —                  |
| 1996  | 1er tour         | Hernán Gumy      | 1er tour                 | Stefan Edberg            | 1er tour  | Karol Kučera   | 1er tour | MaliVai Washington |
| 1997  | 1er tour         | Nicklas Kulti    | 1er tour                 | Àlex Corretja            | —         | —              | 1er tour | Mark Philippoussis |
| 1998  | 3e tour          | Lionel Roux      | 1er tour                 | Àlex Corretja            | 1er tour  | Brian MacPhie  | —        | —                  |
| 1999  | 1er tour         | Tim Henman       | 1er tour                 | Tim Henman               | 2e tour   | Lleyton Hewitt | 1er tour | Hicham Arazi       |
| 2000  | 3e tour          | Nicolas Kiefer   | 1er tour                 | Marcelo Charpentier      | 1er tour  | Michaël Llodra | 2e tour  | Dominik Hrbatý     |
| 2001  | 1er tour         | Wayne Ferreira   | 3e tour                  | Gustavo Kuerten          | —         | —              | 1er tour | Taylor Dent        |

N.B. : à droite du résultat se trouve le nom de l'ultime adversaire.

### En double
| Année       | Open d'Australie           | Open d'Australie         | Internationaux de France | Internationaux de France | Wimbledon | Wimbledon | US Open                   | US Open                    |
| ----------- | -------------------------- | ------------------------ | ------------------------ | ------------------------ | --------- | --------- | ------------------------- | -------------------------- |
| 1994        | —                          | —                        | —                        | —                        | —         | —         | 1er tour (1/32) T. Nelson | T. Kronemann D. Macpherson |
| 1995 à 1997 | —                          | —                        | —                        | —                        | —         | —         | —                         | —                          |
| 1998        | 2e tour (1/16) T. Vanhoudt | D. Macpherson D. Wheaton | —                        | —                        | —         | —         | —                         | —                          |